# Madinaty
Madinaty est un quartier de la ville nouvelle du Nouveau Caire située à la périphérie du Caire. Sa construction commence en 2006. Elle est construite par Talaat Moustafa Group.